# Liste de sculpteurs estoniens
Cette page propose une liste de sculpteurs estoniens.
- Haut – A
- B
- C
- D
- E
- F
- G
- H
- I
- J
- K
- L
- M
- N
- O
- P
- Q
- R
- S
- T
- U
- V
- W
- X
- Y
- Z

## A
- Amandus Adamson
- August Albo (et)
- Toomas Altnurme (et)
- Lea Armväärt (et)

## B
- Endel Bergmann (et)

## D
- Dora Gordine

## E
- Ole Ehelaid (et)
- Aleksander Eller (et)
- Valli Eller (et)
- Eike Eplik (et)
- Albert Eskel (et)
- Juta Eskel (et)

## H
- Roman Haavamägi (et)
- Erika Haggi (et)
- Herman Halliste (et)
- Johannes Hirv (et)
- Zinovi Hmelnitski (et)
- Paul Horma (et)

## I
- Aleksander Ipsberg (et)

## J
- Villu Jaanisoo (et)
- Amanda Jasmiin (et)
- Ernst Jõesaar (et)
- Aime Jürjo (et)

## K
- Aleksander Kaasik (et)
- Marie Kalmus (et)
- Tauno Kangro (et)
- Edith Karlson (et)
- Mati Karmin
- Leontine Karu-Lind (et)
- Jass Kaselaan (et)
- Andrus Kasemaa (et)
- Ernst Kirs (skulptor) (et)
- Tiiu Kirsipuu
- Jaan Koort (et)
- Ilme Kuld (et)
- Riho Kuld (et)
- Eduard Kutsar (et)
- Aime Kuulbusch-Mölder (et)

## L
- Lydia Laas (et)
- Alfred Leius (et)
- Elo Liiv (et)
- Eva Limberg (et)
- Aleksander Litvinov (et)

## M
- Tõnu Maarand (et)
- Maigi Magnus (et)
- Georgi Markelov (et)
- Friedrich Ludwig von Maydell (et)
- Raul Meel (et)
- Kristine Mei (et)
- Voldemar Mellik (et)
- Mare Mikoff (et)
- Peeter Mudist (et)
- Paul Mänd (et)
- Olav Männi (et)
- Maire Männik (et)
- Ants Mölder (et)
- Arseni Mölder (et)

## N
- Stanislav Netšvolodov (et)

## O
- Jüri Ojaver (et)
- Terje Ojaver (et)
- Hilda Orgusaar (et)
- Raimond Otsman (et)

## P
- Juhan Paberit (et)
- Tõnis Paberit (et)
- Al Paldrok (et)
- Hille Palm (et)
- Lembit Palm (skulptor) (et)
- Garibaldi Pommer (et)
- Anu Põder

## R
- Juhan Raudsepp (et)
- René Reinumäe (et)
- Kalju Reitel (et)
- Salme Rosalie Riig (et)
- Aulin Rimm (et)
- Enn Roos
- Linda Rosin (et)
- Irina Rätsep (et)

## S
- Martin Saks (et)
- Ferdi Sannamees (et)
- Benno Schotz (et)
- Aino Sepp (et)
- Ahti Seppet (et)
- Aivar Simson (et)
- Jaak Soans (et)
- Anton Starkopf (et)
- Hannes Starkopf (et)
- Wilhelm Siegfried Stavenhagen (et)
- Linda Sõber (et)

## T
- Külli Tammik (et)
- Endel Taniloo
- Lembit Tolli (et)

## U
- Adele Ulm-Augustas (et)

## V
- Aili Vahtrapuu (et)
- Jaan Vares (et)
- Matti Varik (et)
- Renaldo Veeber (et)
- Edgar Viies (et)
- Erna Viitol (et)
- Robert-Rudolf Volk (et)
- Ants Erik Vomm (et)
- August Vomm (et)
- Ekke Väli (et)

## W
- August Weizenberg

## Õ
- Ülo Õun (et)

## Z
- Haut – A
- B
- C
- D
- E
- F
- G
- H
- I
- J
- K
- L
- M
- N
- O
- P
- Q
- R
- S
- T
- U
- V
- W
- X
- Y
- Z